# Provincia de Inaba
La provincia de Inaba (因幡国 Inaba-no-kuni?) fue una provincia japonesa que en la actualidad correspondería a la parte oriental de la prefectura de Tottori. Inaba limitaba con las provincias de Harima, Hōki, Mimasaka y Tajima. Formaba parte del circuito del San'indō. Su nombre abreviado era Inshū (因州?).
La capital provincial (kokufu) estaba en la ciudad de Tottori y el Ube jinja fue designado como el principal santuario sintoísta (ichinomiya) para la provincia.